# Anapisona bolivari
Anapisona bolivari är en spindelart som beskrevs av C.Constantin Georgescu 1987. Anapisona bolivari ingår i släktet Anapisona och familjen Anapidae.
Artens utbredningsområde är Venezuela. Inga underarter finns listade i Catalogue of Life.